# Cocktail (Sergio Caputo)
Cocktail è una raccolta del cantautore italiano Sergio Caputo, pubblicato nel 1998 dall'etichetta discografica CGD.

## Descrizione
Questo album raccoglie alcuni dei suoi brani più celebri, tra cui Un sabato italiano, Italiani mambo, Il Garibaldi innamorato e Bimba se sapessi.  Questi pezzi rappresentano perfettamente il suo stile jazz-swing e i testi ironici che lo hanno reso famoso. 

## Tracce
CD (CGD, 3984 22428-2)
Testi e musiche di Sergio Caputo.
1. Un sabato italiano – 3:39
2. Bimba se sapessi – 3:47
3. Mercy Bocù – 4:05
4. Vado alle Hawaii – 4:31
5. L'astronave che arriva – 3:40
6. Non bevo più tequila – 3:07
7. Il Garibaldi innamorato – 3:10
8. Italiani mambo – 4:25
9. Hemingway Caffè Latino – 3:49
10. Spicchio di Luna – 3:17
11. Dammi un po' di più – 4:47
12. Effetti personali – 3:50
13. Metamorfosi – 4:01
14. T'ho incontrata domani – 3:40
15. E le bionde sono tinte – 3:13
16. Scubidù – 4:18

Durata totale: 61:19